# Podhorie (okres Žilina)
Podhorie (maďarsky Zsolnaerdőd, do roku 1907 Podhorje) je obec na Slovensku v okrese Žilina. V roce 2011 zde žilo 818 obyvatel. První písemná zmínka o obci pochází z roku 1393.

## Poloha
Obec je situována na jihozápad od Žiliny v blízkosti Súľovských skal. Nedaleko od obce se nachází Lietavský hrad.

## Dějiny
Obyvatelé se povětšinou živili zemědělstvím a řemesly. V obci se nachází kaple sv. Cyrila a Metoděje z roku 1980 a kaple Růžencové Panny Marie (bývalý Dům smutku). V březnu 1909 byl v obci velký požár, shořelo 38 dřevěných domů včetně místní školy.